# Katie Shanahan
Katie Shanahan (25 giugno 2004) è una nuotatrice britannica.

## Palmarès
- Europei

Roma 2022: argento nei 200m dorso.
- Europei in vasca corta

Otopeni 2023: argento nei 200m dorso.
- Giochi del Commonwealth

Birmingham 2022: bronzo nei 200m dorso e nei 400m misti.
- Europei giovanili

Kazan 2019: bronzo nei 400m misti.
Roma 2021: oro nei 200m misti e nei 400m misti, argento nei 100m dorso, nei 200m dorso e nella 4x100m misti mista, bronzo nella 4x100m misti.